# Yūshi Hasegawa
Yūshi Hasegawa (長谷川 雄志?, Hasegawa Yūshi; Kagoshima, 6 dicembre 1996) è un calciatore giapponese, centrocampista del Nagano Parceiro.